# Meg Johnson (poétesse)
Pour les articles homonymes, voir Johnson et Meg Johnson.
Meg Johnson est une poétesse américaine et professeure d'université. 
Ses poèmes ont été repris dans de nombreux magazines littéraires tels que le Midwestern Gothic, le Slipstream Magazine, Word Riot, Hobart, et bien d'autres,. Son premier recueil de poèmes, Innapropriate Sleepover, est paru en 2014, et son deuxième recueil, The Crimes of Clara Turlington, en décembre 2015. Elle est aussi l'éditrice du Dressing Room Poetry Journal.

## Biographie

### Enfance et éducation
Johnson est née et a grandi à Ames (Iowa),. Enfant, elle aimait la danse. Au lycée, elle se met à écrire des poèmes. Elle s'est inscrite dans un cours de danse à l'université d'État de l'Iowa, avant d'étudier la danse à l'université Columbia de Chicago et à l'université de l'Iowa. Johnson met un terme prématurément à ses études pour entreprendre une carrière de danseuse,. Elle finit par être repérée et mise en avant par la Kanopy Dance Company, basée à l' Overture Center for the Arts (en) de Madison (Wisconsin). Pendant ses six années à Kanopy, Johnson reprend ses études au Madison College et à l'Edgewood College (en),. Elle était déterminée à apprendre l'écriture littéraire. Finalement, elle s'inscrit à l'université d'Akron où elle obtiend un master d'arts appliqués, en 2014, avec comme spécialité l'écriture créative,.

### Vie professionnelle
En tant que danseuse pour la Kanopy, Johnson a endossé de nombreux rôles et a pu chorégraphier ses propres créations,. Elle devient l'une des danseuses centrales au sein de la compagnie au bout de trois ans. Elle enseigne la danse à l'École Kanopy de danse contemporaine et de chorégraphie .
Johnson commence à envoyer des poèmes à des magazines littéraires en 2009, et publie son premier poème la même année, dans un numéro de Slipstream Magazine . Dès 2010, elle donne des lectures orales de ses œuvres aux alentours de Madison,. Ses poèmes sont publiés principalement par Slipstream Magazine, Asinine Poetry, The Pacific Coast Journal et The Edgewood Review.
En 2011, elle devient chargée de travaux dirigés à l'Université d'Akron, où elle étudie également la poésie. Elle est aussi rédactrice pour la rubrique poésie du Rubbertop Review. Elle porte sa candidature au programme NEOMFA (Northeast Ohio Master of Fine Arts), pour obtenir un diplôme en arts appliqués au sein de l'université d'Akron. Fin 2012, ses poésies sont reprises dans le Midwestern GothicSoftblow, The Rufous City Review, Wicked Alice, Smoking Glue Gun, et bien d'autres .
La thèse de Johnson pour son master d'arts appliqués, grâce à son originalité, est reprise par la Revue nationale de Poésie en 2013. Celle collection de poèmes, Innapropriate Sleepover, a été publiée en 2014 . Une fois son master terminé cette même année, elle poursuit sa carrière et devient Lectrice de langue anglaise à l'université d'État de l'Iowa . La sortie de son deuxième ouvrage, publié dans le Vine Leaves Literary Journal Press, intitulé The Crimes of Clara Turlington, est alors prévue pour décembre 2015 . Elle est depuis rédactrice pour le Dressing Room Poetry Journal.

## Style d'écriture
Johnson écrit le plus souvent en vers libre. Ses sujets se concentrent essentiellement sur les thèmes de la féminité et la marchandisation du corps féminin. Son écriture est décrite comme à la fois « sarcastique » et « vulnérable » lorsqu'elle décrit et critique les normes culturelles américaines ainsi que les attentes de la société concernant les femmes . Ses poèmes se réfèrent souvent à la culture populaire, notamment à Marilyn Monroe, Betty Boop, Justin Bieber, Victoria's Secret... Johnson avoue qu'elle tire son inspiration de certains poètes du mouvement Gurlesque, comme Chelsey Minnis (en) ou Mary Biddinger. 

## Succès
- Johnson remporte en 2015 la Vignette Collection Award décerné par le Vine Leaves Literary Journal pour son livre The Crimes of Clara Turlington. La récompense comprend la publication de son livre et un prix monétaire.
- Son livre Inappropriate Sleepover a aussi été nommé pour le prix Rousseau de littérature, organisé par la National Poetry Review Press.
- Son poème Free Samples a été nommé comme Meilleur du Web en 2010.

## Œuvres
- Inappropriate Sleepover, National Poetry Review Press, 2014
- The Crimes of Clara Turlington, Vine Leaves Literary Journal, 2015